# Shiho Kusunose
Shiho Kusunose (jap. 楠瀬志保 Kusunose Shiho; ur. 23 października 1969 w Bekkai) – japońska łyżwiarka szybka.

## Kariera
Pierwszy sukces w karierze Shiho Kusunose osiągnęła w 2001 roku, kiedy zdobyła brązowy medal w wieloboju podczas mistrzostw świata juniorów w Seulu. W zawodach tych lepsze okazały się jedynie jej rodaczka Emi Tanaka oraz Claudia Pechstein z NRD. Nigdy nie zdobyła medalu w kategorii seniorek; jej najlepszym wynikiem było czwarte miejsce wywalczone podczas sprinterskich mistrzostw świata w Hamar. Walkę o podium przegrała tam z Amerykanką Chris Witty. W tym samym roku czwarte miejsce zajęła również w biegu na 1000 m podczas dystansowych mistrzostw świata w Warszawie. Tym razem w walce o medal lepsza była Niemka Franziska Schenk. Wielokrotnie stawała na podium zawodów Pucharu Świata, odnosząc przy tym pięć zwycięstw. Najlepsze wyniki osiągnęła w sezonie 1994/1995, kiedy zajęła drugie miejsce w klasyfikacji końcowej 1000 m. W tej samej klasyfikacji była też trzecia w sezonie 1995/1996. W 1994 roku wzięła udział w igrzyskach olimpijskich w Lillehammer, zajmując między innymi szóste miejsce w biegu na 1000 m. Na rozgrywanych cztery lata później igrzyskach w Nagano jej najlepszym wynikiem było jedenaste miejsce na tym samym dystansie. W 1998 roku zakończyła karierę.